# راسموس راسموسن (ژیمناست)
راسموس راسموسن (دانمارکی: Rasmus Rasmussen; ۲۶ مهٔ ۱۸۹۹ – ۱۱ آوریل ۱۹۷۴) ژیمناست هنری اهل دانمارک بود.